# Hydrougrandite
L'hydrougrandite è un minerale screditato dall'Associazione Mineralogica Internazionale (IMA) nel 1966. Probabilmente si tratta di andradite ricca di (OH).